# Hermann von Diepenbrock
Hermann von Diepenbrock (* 1549; † 3. November 1596) war ein römisch-katholischer Geistlicher und Domherr in Paderborn sowie Hofkammerrat und Domscholaster in Münster.

## Leben
Hermann von Diepenbrock wurde als Sohn des Heinrich von Diepenbrock zu Buldern (* 1500) und dessen Gemahlin Anna von Oer zu Kakesbeck (* 1517) geboren. Sie war die Tochter des Berndt von Oer. 1559 waren die beiden Aufsitzer im Haus Buldern.
Seine Schwester Sophia war mit Jobst Droste zum Vehof verheiratet. Sein Bruder Heinrich war in den Jahren 1566 bis 1568 Domherr in Münster.
Am 18. Februar 1557 erhielt Hermann auf Präsentation des Turnars Heinrich von Oer die Dompräbende des verstorbenen Domherrn Bitter von Raesfeld. Im Alter von vierzehn Jahren empfing er am 28. September 1563 die Weihe zum Subdiakon. Im Jahr darauf fungierte Hermann selbst als Turnar. Die Wahl zum Domscholaster fiel auf den 27. August 1569. Die bischöfliche Bestätigung folgte am 1. September. Eine Woche später nahm er die Scholasterei in Besitz. Hermann bekleidete seit 1573 das Amt des Hofkammerrats und wurde am 22. Juni 1574 nach dem Tode des Bischofs Johann von Hoya mit weiteren Dignitäten zur Regierung des Fürstbistums verordnet. Bereits im Jahre 1573 hatte sich Hermann mit der Bitte, seine beabsichtigte Heirat zu gestatten und ihn vom Subdiakonat zu entbinden, an den Papst gewandt. Am 1. November des Jahres erhielt er die Erlaubnis zur Heirat, damit die Güter Buldern und Boick nicht an eine unkatholische Familie fielen. Am 13. November 1575 erhob das Domkapitel keine Einwände gegen den Verzicht Hermanns. Am Tag zuvor hatte er mit 33 weiteren Dignitäten am Kapitelstag teilgenommen. Bezeichnenderweise waren 29 Domherren katholisch, 15 evangelisch. Am 29. Dezember 1575 verzichtete er zu Händen des Turnars Herbord de Bar und heiratete am 31. Januar 1576 Gertrud von Holle (1542 – 30. Dezember 1590), Tochter des Georg von Holle (1514 – 1578) und der Gertrud von Horne. Aus der Ehe gingen zwei Söhne und eine Tochter hervor.